# (400119) 2006 UM32
(400119) 2006 UM32 es un asteroide perteneciente al cinturón de asteroides, descubierto el 16 de octubre de 2006 por el equipo del Spacewatch desde el Observatorio Nacional de Kitt Peak, Arizona, Estados Unidos.

## Designación y nombre
Designado provisionalmente como 2006 UM32.

## Características orbitales
2006 UM32 está situado a una distancia media del Sol de 2,586 ua, pudiendo alejarse hasta 3,222 ua y acercarse hasta 1,950 ua. Su excentricidad es 0,245 y la inclinación orbital 3,932 grados. Emplea 1519,38 días en completar una órbita alrededor del Sol.

## Características físicas
La magnitud absoluta de 2006 UM32 es 17,5.